# Bion 1
Bion 1 (Бион 1, en ruso), también conocido como Cosmos 605, fue el nombre de un satélite artificial soviético perteneciente a la serie de satélites Bion. Fue lanzado el 31 de octubre de 1973 desde el cosmódromo de Plesetsk mediante un cohete Soyuz. Regresó a la Tierra el 22 de noviembre de 1973.

## Objetivos
La misión de Bion 1 consistió en realizar diversos estudios biológicos. A bordo llevaba varias docenas de ratas, varias cajas con tortugas, hongos, cuatro escarabajos y esporas de bacterias. Proporcionó datos sobre las reacciones de mamíferos, reptiles, insectos, hongos y bacterias a periodos prolongados de ingravidez.

## Características
Bion 1 estaba basada, como todas las naves de la serie Bion, en los satélites de reconocimiento Zenit.